# Scuol
Scuol (tot 1943 officieel in het Duits: Schuls; vanaf 1943 tot 1970 officieel Bad Scuol/Schuls; Italiaans (verouderd): Scolio) is een plaats en gemeente in het Zwitserse kanton Graubünden. Sinds de uitbreiding in 2015 met Ardez, Ftan, Guarda, Sent en Tarasp telt de gemeente bijna 4700 inwoners en heeft ze de grootste oppervlakte van alle Zwitserse gemeenten.

De gemeente veranderde in de 20e eeuw drie keer van naam. Tot 1943 had ze officieel de Duitse naam Schuls. Daarna was de naam tot 1970 Bad Scuol/Schuls. Sindsdien wordt de Reto-Romaanse benaming Scuol gebruikt, tot 1999 vaak voorafgegaan door het voorvoegsel Bad. De naam Scuol stamt waarschijnlijk af van het Latijnse scopulus, wat klippe betekent.

## Geografie
Scuol ligt in het door de rivier de Inn uitgesleten Unterengadin, ten zuiden van het Silvrettamassief. De plaats Scuol is verdeeld in een hoger en lager deel: Scuol Sura en Scuol Sot. Het Unterengadin staat bekend om zijn zachte klimaat, het is een van de droogste delen van Zwitserland en telt een groot aantal zonuren.

### Bevolking
| 1850 | 1900 | 1950 | 1970 | 1990 | 2000 | 2005 |
| 900  | 1220 | 1340 | 1705 | 1889 | 2122 | 2393 |

De hoofdtaal van Scuol is, net als in de rest van het Unterengadin, Reto-Romaans. 60% van de inwoners heeft het Romaans als moedertaal. De Zwitserduits-sprekenden vormen eveneens een grote groep; 29% van de bevolking heeft dit als hoofdtaal. Op de kleuterschool en lagere school in Scuol is Reto-Romaans de voertaal. Op de middelbare school wordt het onderwijs in het Duits gegeven. Het totaal aantal leerlingen van de scholen in Scuol ligt rond de 250. De meerderheid van de bevolking van Scuol is gelovig. 49% van de inwoners is protestants, 35% is katholiek.

## Economie en toerisme

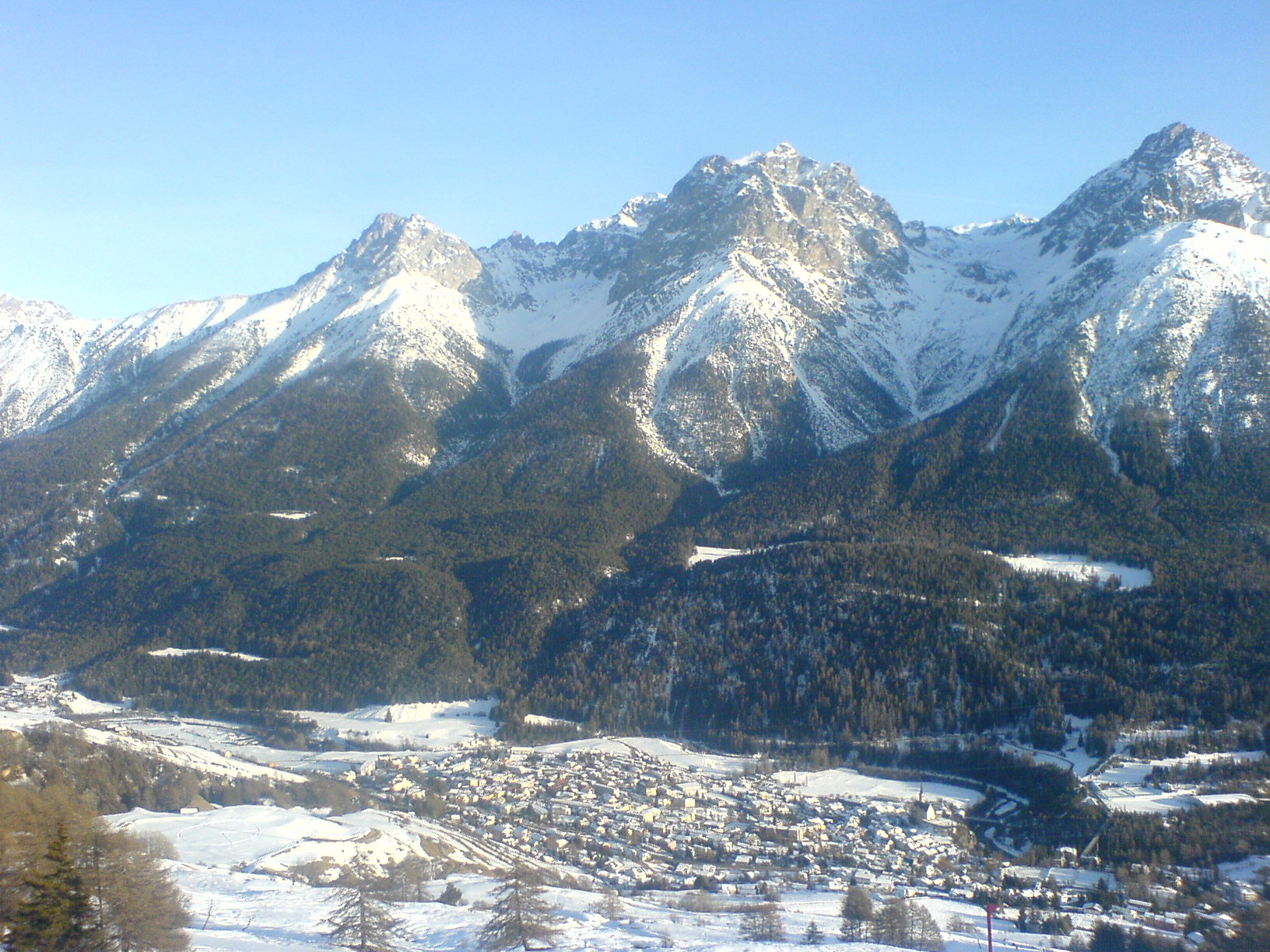
Scuol gezien vanaf de noordkant

Scuol is voor een groot deel afhankelijk van het toerisme. 23% van de werkende bevolking is werkzaam in de toeristische sector, een groot deel van de overige inwoners verdient indirect zijn geld ook aan toeristische activiteiten. Binnen de gemeente bevinden zich 23 hotels met in totaal zo'n 1.100 bedden. Daarnaast zijn er onder andere 298 vakantiehuizen die ook nog eens 2000 slaapplaatsen bieden. De laatste jaren brengen toeristen jaarlijks gezamenlijk zo'n 450.000 nachten door in de gemeente Scuol.

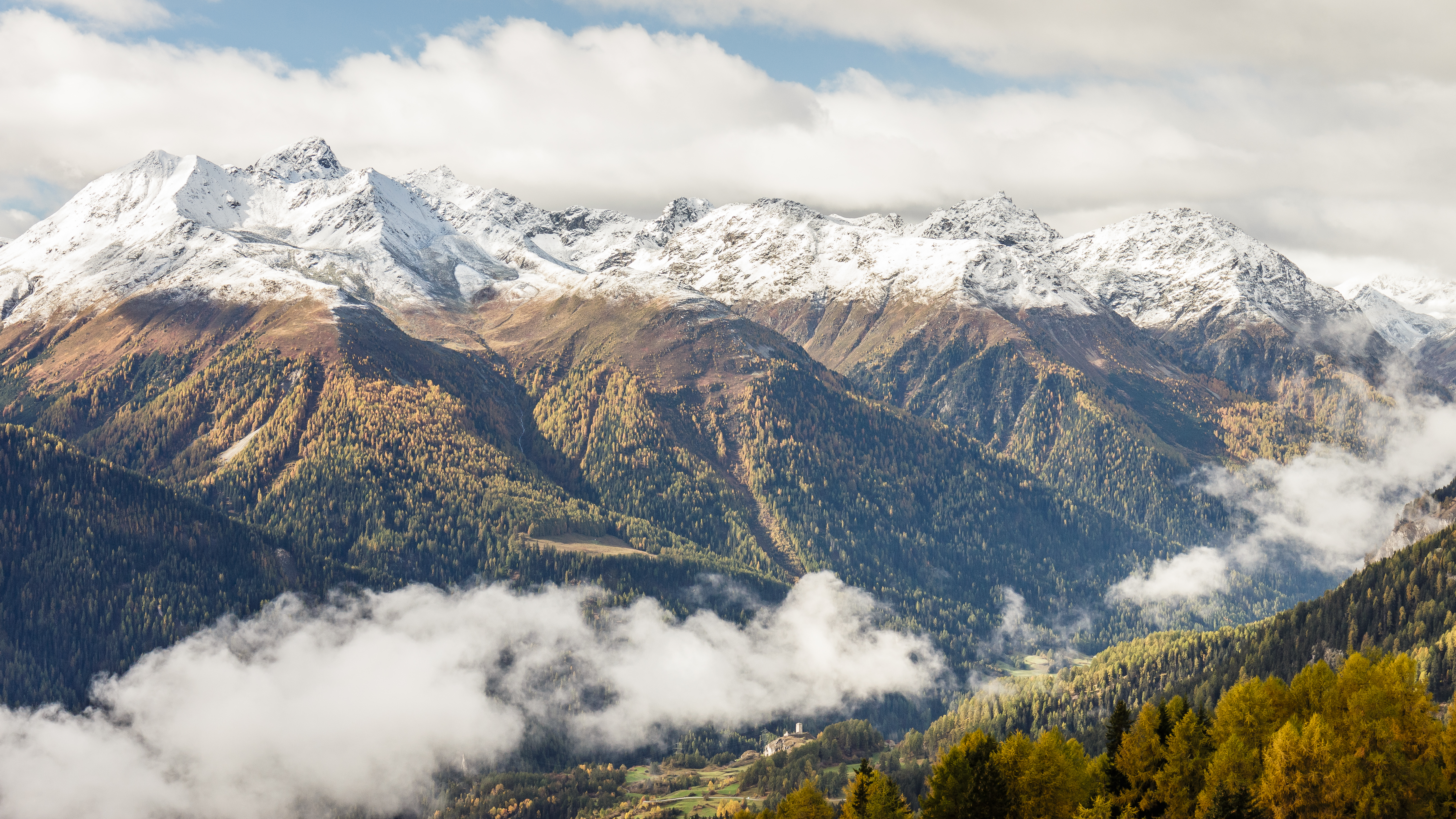
Uitzicht vanuit Scuol Motta Naluns

Door het bergachtige karakter van de gemeente Scuol is het overgrote deel van het toerisme gericht op bergsporten. In de zomer wordt er in het omringende gebergte gewandeld en in de winter biedt het skigebied ten noorden van het dorp verschillende afdalingen. Het skigebied (Motta Naluns, genoemd naar de berg ten noorden van Scuol) behoort met 80 kilometer pisten en 12 liften tot de middelgrote skigebieden van Zwitserland. De hoogte van het skigebied varieert van 1250 meter (het dalstation bij het dorp) tot 2785 meter (de Piz Champatsch). Naast de skipistes biedt Scuol ook 72 kilometer langlaufloipes, een rodelbaan en een airboardbaan.
Het bergdorp S-charl ligt in het gelijknamige dal ten zuiden van Scuol. Het is een populair uitgangspunt voor wandelingen. In het Val S-charl ligt Tamangur, het hoogstgelegen arvenbos van Europa. In het dal werd in 1904 de laatste Zwitserse beer neergeschoten. De toen 6-jarige berin is opgezet en geplaatst in het plaatselijke museum.

## Infrastructuur

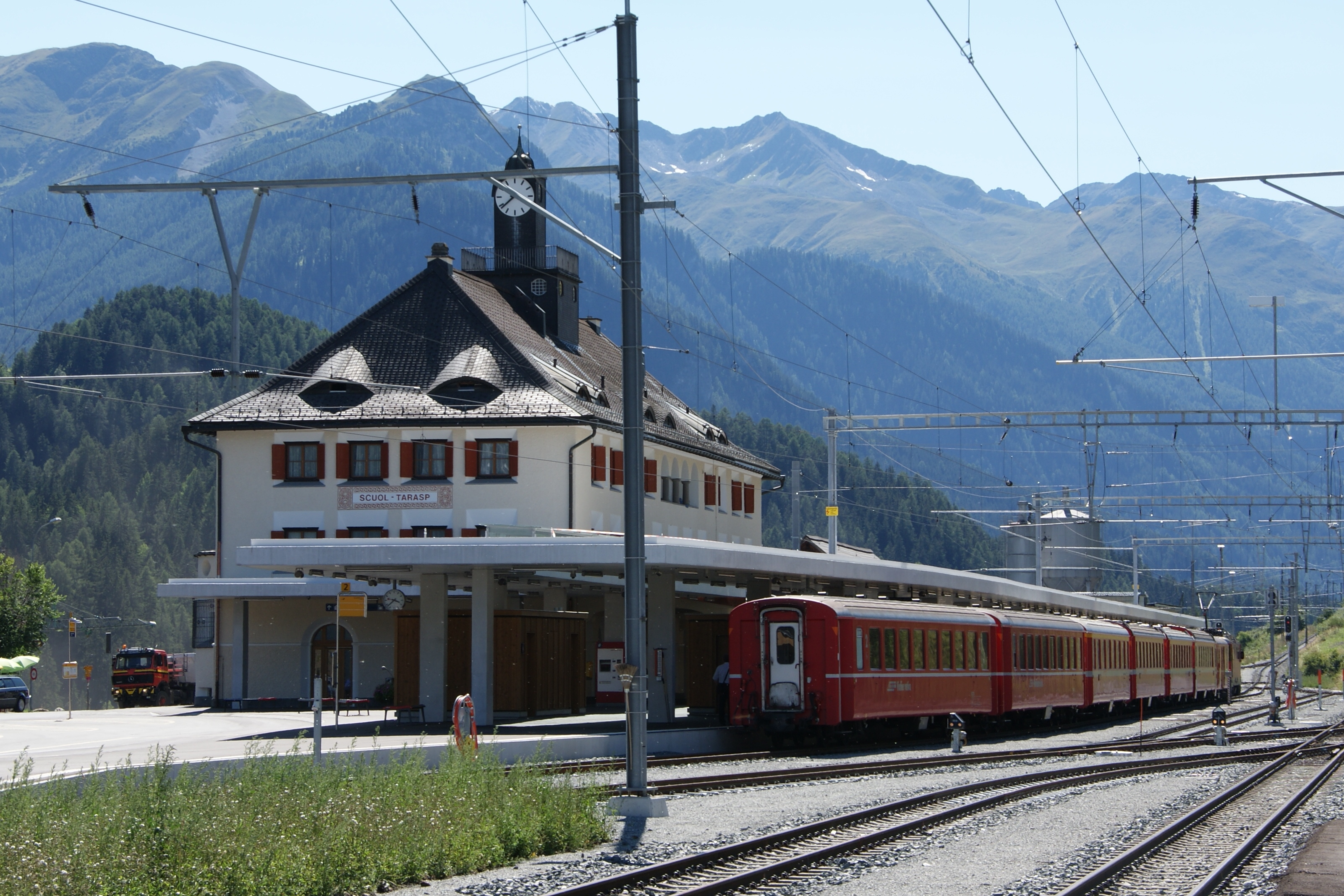
Station Scuol-Tarasp

Via de weg is Scuol te bereiken over de Hauptstrasse 27, die loopt van Silvaplana naar de Oostenrijkse grens. Met de trein wordt Scuol aangedaan door de spoorwegmaatschappij Rhätische Bahn. Vanaf het plaatselijke spoorwegstation, station Scuol-Tarasp, worden onder andere verbindingen geboden met Chur (via de Vereinatunnel) en Pontresina. Vanaf het station rijden er ook bussen naar de naburige gemeenten Ftan en Sent en verder naar de Oostenrijkse grens en Samnaun. Binnen Scuol zelf rijden twee dorpsbussen.

## Overleden
- Hans Konrad Sonderegger (1891-1944), politicus